# Дилла
Дилла (амх. ዲላ) — город на юге Эфиопии, в регионе Южных национальностей, народностей и народов. Входит в состав зоны Гедео.

## Географическое положение
Город находится в восточной части региона, к востоку от озера Абая, на высоте 1675 метров над уровнем моря.
Дилла расположена на расстоянии приблизительно 70 километров к юго-юго-западу (SSW) от Ауасы, административного центра региона, и на расстоянии приблизительно 277 километров к юго-юго-западу от Аддис-Абебы, столицы страны.

## Население
По данным Центрального статистического агентства Эфиопии на 2007 год численность населения города составляла 59 150 человек, из которых мужчины составляли 52,52 %, женщины — соответственно 47,48 %. В конфессиональном составе населения 41,65 % составляют последователи эфиопской православной церкви; 39,2 % — протестанты; 15,93 % — мусульмане; 2,68 % — католики.
Согласно данным переписи 1994 года численность населения Диллы составляла 33 734 человек.

## Транспорт
Ближайший аэропорт расположен в городе Ауаса.